# Grand Prix Monako 2018
Grand Prix Monako 2018, oficjalnie Formula 1 Grand Prix de Monaco 2018 – szósta eliminacja Mistrzostw Świata Formuły 1 w sezonie 2018. Grand Prix odbyło się w dniach 24–27 maja 2018 roku na torze Circuit de Monaco w Monte Carlo.

## Lista startowa
Źródło: Wyprzedź Mnie!
| Nr | Kierowca          | Zespół                           | Samochód                      | Silnik            | Opony |
| -- | ----------------- | -------------------------------- | ----------------------------- | ----------------- | ----- |
| 2  | Stoffel Vandoorne | McLaren F1 Team                  | McLaren MCL33                 | Renault 1.6T V6   | P     |
| 3  | Daniel Ricciardo  | Aston Martin Red Bull Racing     | Red Bull RB14                 | TAG Heuer 1.6T V6 | P     |
| 5  | Sebastian Vettel  | Scuderia Ferrari                 | Ferrari SF71H                 | Ferrari 1.6T V6   | P     |
| 7  | Kimi Räikkönen    | Scuderia Ferrari                 | Ferrari SF71H                 | Ferrari 1.6T V6   | P     |
| 8  | Romain Grosjean   | Haas F1 Team                     | Haas VF-18                    | Ferrari 1.6T V6   | P     |
| 9  | Marcus Ericsson   | Alfa Romeo Sauber F1 Team        | Sauber C37                    | Ferrari 1.6T V6   | P     |
| 10 | Pierre Gasly      | Red Bull Toro Rosso Honda        | Toro Rosso STR13              | Honda 1.6T V6     | P     |
| 11 | Sergio Pérez      | Sahara Force India F1 Team       | Force India VJM11             | Mercedes 1.6T V6  | P     |
| 14 | Fernando Alonso   | McLaren F1 Team                  | McLaren MCL33                 | Renault 1.6T V6   | P     |
| 16 | Charles Leclerc   | Alfa Romeo Sauber F1 Team        | Sauber C37                    | Ferrari 1.6T V6   | P     |
| 18 | Lance Stroll      | Williams Martini Racing          | Williams FW41                 | Mercedes 1.6T V6  | P     |
| 20 | Kevin Magnussen   | Haas F1 Team                     | Haas VF-18                    | Ferrari 1.6T V6   | P     |
| 27 | Nico Hülkenberg   | Renault Sport Formula One Team   | Renault R.S.18                | Renault 1.6T V6   | P     |
| 28 | Brendon Hartley   | Red Bull Toro Rosso Honda        | Toro Rosso STR13              | Honda 1.6T V6     | P     |
| 31 | Esteban Ocon      | Sahara Force India F1 Team       | Force India VJM11             | Mercedes 1.6T V6  | P     |
| 33 | Max Verstappen    | Aston Martin Red Bull Racing     | Red Bull RB14                 | TAG Heuer 1.6T V6 | P     |
| 35 | Siergiej Sirotkin | Williams Martini Racing          | Williams FW41                 | Mercedes 1.6T V6  | P     |
| 44 | Lewis Hamilton    | Mercedes AMG Petronas Motorsport | Mercedes AMG F1 W09 EQ Power+ | Mercedes 1.6T V6  | P     |
| 55 | Carlos Sainz Jr.  | Renault Sport Formula One Team   | Renault R.S.18                | Renault 1.6T V6   | P     |
| 77 | Valtteri Bottas   | Mercedes AMG Petronas Motorsport | Mercedes AMG F1 W09 EQ Power+ | Mercedes 1.6T V6  | P     |
| Nr | Kierowca          | Zespół                           | Samochód                      | Silnik            | Opony |

## Wyniki

### Sesje treningowe
Źródło: Wyprzedź Mnie!
| Sesja | Nr | Kierowca         | Konstruktor | Czas     | Okr. |
| ----- | -- | ---------------- | ----------- | -------- | ---- |
| 1     | 3  | Daniel Ricciardo | Red Bull    | 1:12,126 | 36   |
| 2     | 3  | Daniel Ricciardo | Red Bull    | 1:11,841 | 32   |
| 3     | 3  | Daniel Ricciardo | Red Bull    | 1:11,786 | 23   |

### Kwalifikacje
Źródło: Wyprzedź Mnie!
| Poz. | Nr | Kierowca          | Konstruktor | Q1         | Q2       | Q3       | Poz. s. |
| --- | --- | ----------------- | ----------- | ---------- | -------- | -------- | ------- |
| 1 | 3 | Daniel Ricciardo  | Red Bull    | 1:12,013   | 1:11,278 | 1:10,810 | 1       |
| 2 | 5 | Sebastian Vettel  | Ferrari     | 1:12,415   | 1:11,518 | 1:11,039 | 2       |
| 3 | 44 | Lewis Hamilton    | Mercedes    | 1:12,460   | 1:11,584 | 1:11,232 | 3       |
| 4 | 7 | Kimi Räikkönen    | Ferrari     | 1:12,639   | 1:11,391 | 1:11,266 | 4       |
| 5 | 77 | Valtteri Bottas   | Mercedes    | 1:12,434   | 1:12,002 | 1:11,441 | 5       |
| 6 | 31 | Esteban Ocon      | Force India | 1:13,028   | 1:12,188 | 1:12,061 | 6       |
| 7 | 14 | Fernando Alonso   | McLaren     | 1:12,657   | 1:12,269 | 1:12,110 | 7       |
| 8 | 55 | Carlos Sainz Jr.  | Renault     | 1:12,950   | 1:12,286 | 1:12,130 | 8       |
| 9 | 11 | Sergio Pérez      | Force India | 1:12,848   | 1:12,194 | 1:12,154 | 9       |
| 10 | 10 | Pierre Gasly      | Toro Rosso  | 1:12,941   | 1:12,313 | 1:12,221 | 10      |
| 11 | 27 | Nico Hülkenberg   | Renault     | 1:13,065   | 1:12,411 |          | 11      |
| 12 | 2 | Stoffel Vandoorne | McLaren     | 1:12,463   | 1:12,440 |          | 12      |
| 13 | 35 | Siergiej Sirotkin | Williams    | 1:12,706   | 1:12,521 |          | 13      |
| 14 | 16 | Charles Leclerc   | Sauber      | 1:12,829   | 1:12,714 |          | 14      |
| 15 | 8 | Romain Grosjean   | Haas        | 1:12,930   | 1:12,728 |          | 18      |
| 16 | 28 | Brendon Hartley   | Toro Rosso  | 1:13,179   |          |          | 15      |
| 17 | 9 | Marcus Ericsson   | Sauber      | 1:13,265   |          |          | 16      |
| 18 | 18 | Lance Stroll      | Williams    | 1:13,323   |          |          | 17      |
| 19 | 20 | Kevin Magnussen   | Haas        | 1:13,393   |          |          | 19      |
| 20 | 33 | Max Verstappen    | Red Bull    | brak czasu |          |          | 20      |
| Poz. | Nr | Kierowca          | Konstruktor | Q1         | Q2       | Q3       | Poz. s. |
| \| Legenda \| Legenda \| \| ------------------------ \| ---------------------------------------------------------------------------------------------------------------------------------------------------------------------------------------------------------------------------------------------------------------- \| \| Poz. Nr Q1 Q2 Q3 Poz. s. \| Pozycja zajęta w sesji kwalifikacyjnej Numer startowy kierowcy Wynik uzyskany w pierwszej części kwalifikacji Wynik uzyskany w drugiej części kwalifikacji Wynik uzyskany w trzeciej części kwalifikacji Pozycja startowa po uwzględnięniu kar, przesunięć, itp. \| | |                   |             |            |          |          |         |
| Legenda | |                   |             |            |          |          |         |
| Poz. Nr Q1 Q2 Q3 Poz. s. | Pozycja zajęta w sesji kwalifikacyjnej Numer startowy kierowcy Wynik uzyskany w pierwszej części kwalifikacji Wynik uzyskany w drugiej części kwalifikacji Wynik uzyskany w trzeciej części kwalifikacji Pozycja startowa po uwzględnięniu kar, przesunięć, itp. |                   |             |            |          |          |         |

1. ↑  Romain Grosjean został ukarany cofnięciem o trzy pozycje na starcie za spowodowanie kolizji w poprzedniej rundzie.
2. ↑  Max Verstappen nie spełnił reguły 107% czasu, lecz został dopuszczony do wyścigu. Ponadto został ukarany cofnięciem o pięć pozycji na starcie za nieplanowaną zmianę skrzyni biegów oraz o dziesięć pozycji za użycie trzeciego systemu ERS.

### Wyścig
Źródło: Wyprzedź Mnie!
| P                 | + / –     | Nr | Kierowca          | Konstruktor | Okr. | Czas / Strata | Komentarz            |
| ----------------- | --------- | -- | ----------------- | ----------- | ---- | ------------- | -------------------- |
| 1                 | Bez zmian | 3  | Daniel Ricciardo  | Red Bull    | 78   | 1h42m54,807   |                      |
| 2                 | Bez zmian | 5  | Sebastian Vettel  | Ferrari     | 78   | +0:07,336     |                      |
| 3                 | Bez zmian | 44 | Lewis Hamilton    | Mercedes    | 78   | +0:17,013     |                      |
| 4                 | Bez zmian | 7  | Kimi Räikkönen    | Ferrari     | 78   | +0:18,127     |                      |
| 5                 | Bez zmian | 77 | Valtteri Bottas   | Mercedes    | 78   | +0:18,822     |                      |
| 6                 | Bez zmian | 31 | Esteban Ocon      | Force India | 78   | +0:23,667     |                      |
| 7                 | 3         | 10 | Pierre Gasly      | Toro Rosso  | 78   | +0:24,331     |                      |
| 8                 | 3         | 27 | Nico Hülkenberg   | Renault     | 78   | +0:24,839     |                      |
| 9                 | 11        | 33 | Max Verstappen    | Red Bull    | 78   | +0:25,317     |                      |
| 10                | 2         | 55 | Carlos Sainz Jr.  | Renault     | 78   | +1:09,013     |                      |
| 11                | 5         | 9  | Marcus Ericsson   | Sauber      | 78   | +1:09,864     |                      |
| 12                | 3         | 11 | Sergio Pérez      | Force India | 78   | +1:10,461     |                      |
| 13                | 6         | 20 | Kevin Magnussen   | Haas        | 78   | +1:14,823     |                      |
| 14                | 2         | 2  | Stoffel Vandoorne | McLaren     | 77   | +1 okr.       |                      |
| 15                | 3         | 8  | Romain Grosjean   | Haas        | 77   | +1 okr.       |                      |
| 16                | 3         | 35 | Siergiej Sirotkin | Williams    | 77   | +1 okr.       |                      |
| 17                | Bez zmian | 18 | Lance Stroll      | Williams    | 76   | +2 okr.       |                      |
| 18                | 4         | 16 | Charles Leclerc   | Sauber      | 70   | +8 okr.       | kolizja z Hartleyem  |
| 19                | 4         | 28 | Brendon Hartley   | Toro Rosso  | 70   | +8 okr.       | kolizja z Leclerkiem |
| Niesklasyfikowani |           |    |                   |             |      |               |                      |
|                   |           | 14 | Fernando Alonso   | McLaren     | 52   | +26 okr.      | skrzynia biegów      |
| P                 | + / –     | Nr | Kierowca          | Konstruktor | Okr. | Czas / Strata | Komentarz            |

### Najszybsze okrążenie
Źródło: Wyprzedź Mnie!
| Nr | Kierowca       | Konstruktor | Czas     | Okr. |
| -- | -------------- | ----------- | -------- | ---- |
| 33 | Max Verstappen | Red Bull    | 1:14,260 | 60   |

### Prowadzenie w wyścigu
| Nr                              | Kierowca         | Konstruktor | Okrążenia | Suma |
| ------------------------------- | ---------------- | ----------- | --------- | ---- |
| 3                               | Daniel Ricciardo | Red Bull    | 1-78      | 78   |
| \| Wykres \| \| ------ \| \| \| |                  |             |           |      |
| Źródło: racing-reference.info   |                  |             |           |      |
| Wykres                          |                  |             |           |      |
|                                 |                  |             |           |      |

## Klasyfikacja po wyścigu

### Kierowcy
| P  | +/− | Kierowca          | Starty | Punkty | P1 | P2 | P3 | PP | NO | NS |
| -- | --- | ----------------- | ------ | ------ | -- | -- | -- | -- | -- | -- |
| 1  | 0   | Lewis Hamilton    | 6      | 110    | 2  | 1  | 2  | 2  | –  | –  |
| 2  | 0   | Sebastian Vettel  | 6      | 96     | 2  | 1  | –  | 3  | –  | –  |
| 3  | +2  | Daniel Ricciardo  | 6      | 72     | 2  | –  | –  | 1  | 3  | 2  |
| 4  | −1  | Valtteri Bottas   | 6      | 68     | –  | 3  | –  | –  | 2  | –  |
| 5  | −1  | Kimi Räikkönen    | 6      | 60     | –  | 1  | 2  | –  | –  | 2  |
| 6  | 0   | Max Verstappen    | 6      | 35     | –  | –  | 1  | –  | 1  | 2  |
| 7  | 0   | Fernando Alonso   | 6      | 32     | –  | –  | –  | –  | –  | 1  |
| 8  | 0   | Nico Hülkenberg   | 6      | 26     | –  | –  | –  | –  | –  | 2  |
| 9  | +1  | Carlos Sainz Jr.  | 6      | 20     | –  | –  | –  | –  | –  | –  |
| 10 | −1  | Kevin Magnussen   | 6      | 19     | –  | –  | –  | –  | –  | 1  |
| 11 | +1  | Pierre Gasly      | 6      | 18     | –  | –  | –  | –  | –  | 2  |
| 12 | −1  | Sergio Pérez      | 6      | 17     | –  | –  | 1  | –  | –  | –  |
| 13 | +4  | Esteban Ocon      | 6      | 9      | –  | –  | –  | –  | –  | 2  |
| 14 | −1  | Charles Leclerc   | 6      | 9      | –  | –  | –  | –  | –  | –  |
| 15 | −1  | Stoffel Vandoorne | 6      | 8      | –  | –  | –  | –  | –  | 1  |
| 16 | −1  | Lance Stroll      | 6      | 4      | –  | –  | –  | –  | –  | –  |
| 17 | −1  | Marcus Ericsson   | 6      | 2      | –  | –  | –  | –  | –  | 1  |
| 18 | 0   | Brendon Hartley   | 6      | 1      | –  | –  | –  | –  | –  | –  |
| 19 | 0   | Romain Grosjean   | 6      | 0      | –  | –  | –  | –  | –  | 3  |
| 20 | 0   | Siergiej Sirotkin | 6      | 0      | –  | –  | –  | –  | –  | 2  |
| P  | +/− | Kierowca          | Starty | Punkty | P1 | P2 | P3 | PP | NO | NS |

### Konstruktorzy
| P  | +/− | Konstruktor               | Starty | Punkty | P1 | P2 | P3 | PP | NO | NS |
| -- | --- | ------------------------- | ------ | ------ | -- | -- | -- | -- | -- | -- |
| 1  | 0   | Mercedes                  | 12     | 178    | 2  | 4  | 2  | 2  | 2  | –  |
| 2  | 0   | Ferrari                   | 12     | 156    | 2  | 2  | 2  | 3  | –  | 2  |
| 3  | 0   | Red Bull Racing-TAG Heuer | 12     | 107    | 2  | –  | 1  | 1  | 4  | 4  |
| 4  | 0   | Renault                   | 12     | 46     | –  | –  | –  | –  | –  | 2  |
| 5  | 0   | McLaren-Renault           | 12     | 40     | –  | –  | –  | –  | –  | 2  |
| 6  | +1  | Force India-Mercedes      | 12     | 26     | –  | –  | 1  | –  | –  | 2  |
| 7  | +1  | Scuderia Toro Rosso-Honda | 12     | 19     | –  | –  | –  | –  | –  | 2  |
| 8  | −2  | Haas-Ferrari              | 12     | 19     | –  | –  | –  | –  | –  | 4  |
| 9  | 0   | Sauber-Ferrari            | 12     | 11     | –  | –  | –  | –  | –  | 1  |
| 10 | 0   | Williams-Mercedes         | 12     | 4      | –  | –  | –  | –  | –  | 2  |
| P  | +/− | Konstruktor               | Starty | Punkty | P1 | P2 | P3 | PP | NO | NS |